# Kolpochoerus
Kolpochoerus — вимерлий рід свиней родини Suidae, споріднений із сучасними родами Hylochoerus, Phacochoerus і Potamochoerus. Вважається, що більшість з них населяли африканські ліси, на відміну від кущової свині та червоної річкової свині, які мешкають у відкритих чагарниках і саванах. Наразі є одинадцять визнаних видів.

## Види
- - К. deheinzelini — Чад, Ефіопія (Ранній пліоцен)
  - К. afarensis — східна Африка (пліоцен)
  - К. limnetes — східна Африка (пліо-плейстоцен)
  - К. millensis — Центральний Афар, Ефіопія (Пліоцен)
  - К. cookei — Ефіопія (пізній пліоцен)
  - К. heseloni — східна Африка (пліо-плейстоцен)
  - К. olduvaiensis — східна Африка (плейстоцен)
  - К. majus — східна Африка (плейстоцен)
  - К. phacochoeroides — Марокко (пізній пліоцен)
  - К. paiceae — Південна Африка (плейстоцен)
  - К. phillipi — Ефіопія (плейстоцен)